# 大倉正章
大倉 正章（おおくら まさあき、1961年11月5日 - ）は、日本の声優、俳優。81プロデュース所属。岸野幸正主宰の劇団岸野組の一員。熊本県出身。

## 経歴
神奈川県立清水ヶ丘高等学校卒業。
かつては劇団薔薇座、青二プロダクション、シグマ・セブンに所属していた。

## 人物
声種はテナー。方言は熊本弁。
趣味・特技はダンス、少林寺拳法、ホルン。

## 出演作品
※太字はメインキャラクター。

### テレビアニメ
1987年
- きまぐれオレンジ☆ロード（秀一）
- 聖闘士星矢（アイオロス〈少年時代〉）
- トランスフォーマー ザ☆ヘッドマスターズ（オペレーター）
- 北斗の拳2（カイオウ〈少年時代〉）
- マシンロボ ぶっちぎりバトルハッカーズ（アマチ・アキラ）
- めぞん一刻

1988年
- キテレツ大百科（荒木田〈初代〉）
- それいけ!アンパンマン（アミキンマン）
- ドラゴンボール（シューク）
- ビックリマン（一合キャノン）
- 燃える!お兄さん（警官A）

1989年
- ドラゴンボールZ（ウパ）

1990年
- まじかる☆タルるートくん（青年）

1992年
- スーパービックリマン（アンドロココ）
- 超電動ロボ 鉄人28号FX（ハイウェイスター、霧風）
- 美少女戦士セーラームーン（クレーンの丈）

1993年
- 蒼き伝説シュート!（藤井大介）
- ツヨシしっかりしなさい（山本ヒロシ）
- バトルファイターズ 餓狼伝説2（ギース〈少年時代〉）

1995年
- ふしぎ遊戯（村人）

1996年
- スレイヤーズNEXT（ミルガズィア）
- るろうに剣心 -明治剣客浪漫譚-（山東省弐）

1998年
- セイバーマリオネットJ to X（ローラント）
- 世界は摩訶不思議（沖村剛弘、隊長）
- 超魔神英雄伝ワタル（町人）

2001年
- シャーマンキング（スペースショット、シルバーウィング）
- 地球少女アルジュナ（シードオペレーターB、オペレーターB）
- 電脳冒険記ウェブダイバー（結城タケト）
- はじめの一歩（ジミー・シスファー）

2002年
- Witch Hunter ROBIN（服部庄平）
- 十二国記（斡由、村の男、舞台の美男）
- YOU'RE UNDER ARREST 〜逮捕しちゃうぞ〜（リーダー、ナレーター）

2003年
- アストロボーイ・鉄腕アトム（男、ソロ）
- GAD GUARD（メガネ）

2004年
- 陰陽大戦記（芽吹のフウライ）
- サムライチャンプルー（ノブ）
- 妄想代理人（ダブルリップのボーイ）

2006年
- ツバサ・クロニクル 第2シリーズ（北斗七君）

2008年
- スケアクロウマン（夫）

2009年
- ゴルゴ13（銀行員）

2010年
- SDガンダム三国伝 Brave Battle Warriors（袁術ズサ）

### 劇場アニメ
- AKIRA（1988年）
- 火の雨がふる（1988年）
- パーフェクトブルー（1998年、内田守[12]）

### OVA
- 火の鳥 宇宙編（1987年、隊員[13]）
- ドミニオン（1988年、アル・ク・アド・ソルテ）
- アーシアン（1989年、若者）
- 銀河英雄伝説（1989年）
- 風魔の小次郎（1989年、夜叉一族）
- MEGAZONE23 III（1989年、ガーランド隊員）
- 燃える!お兄さん（1989年、司会、客）
- 熱血高校ドッジボール部 サッカー編（1990年、たかし）※ゲーム解説ビデオ
- やじきた学園道中記 牡丹慕情（1991年、勝取詮公）
- カメレオン（1992年、相沢直樹）
- BE-BOP-HIGHSCHOOL（1998年、浜田）
- ONE PIECE 倒せ!海賊ギャンザック（1998年、海賊）
- 冬の蝉（2007年、大鳥圭介）

### ゲーム
1991年
- ドラゴンスレイヤー英雄伝説（セリオス）※PCエンジン版

1992年
- ドラゴンスレイヤー英雄伝説II（セリオス）※PCエンジン版
- 魔法の少女シルキーリップ（ダンテ）

1993年
- アークスI II III（ルアン・カーン）
- 幻蒼大陸オーレリア（アルトゥール、ドミンゴ）

1994年
- BLOOD GEAR（アレフ・ローレン・グレイ）
- 魔法の少女シルキーリップ（ダンテ）

1995年
- くにおの熱血闘球伝説（りき）
- 闘神伝（エイジ・シンジョウ、ホー・ファイ）
- 闘神伝S（エイジ・シンジョウ、ホー・ファイ）
- 闘神伝2（エイジ・シンジョウ、ホー・ファイ）

1996年
- 闘神伝2プラス（エイジ・シンジョウ、ホー・ファイ）
- 闘神伝URA（エイジ・シンジョウ、ホー・ファイ）
- 闘神伝3（エイジ・シンジョウ）
- にとうしんでん（エイジ・シンジョウ）

1997年
- D-XHIRD（エイジ・シンジョウ）
- パズルアリーナ闘神伝（エイジ・シンジョウ）

1998年
- 闘神伝カードクエスト（エイジ・シンジョウ、ホー・ファイ）
- 武戯 〜BUGI〜（三軍司雄吾）

1999年
- 闘神伝 昴（エイジ・シンジョウ）
- ときめきメモリアル2（飯塚三流、郵便屋、宅配屋、不良、ガヤ）

2001年
- EVE The Fatal Attraction（ジョーンズ）

2002年
- シャーマンキング スピリット オブ シャーマンズ（シルバーウイング）
- ときめきメモリアル Girl's Side（益田義人）

2003年
- 十二国記 〜紅蓮の標 黄塵の路〜（村人）

### ドラマCD
- CDドラマコレクションズ 三國志（闞沢徳潤）
- ダークセイバー サウンドファクトリーシリーズVOL.1 サウンドシネマ「PARALLEL III A HUNT FOR THE LIES」（ビッツ）
- タクミくんシリーズ「Sincerely…（シンシアリー）」（塚越）
- タクミくんシリーズ ロレックスに口づけを（新島重起）
- 東京ミッドナイト（政則）
- ときめきメモリアル Girl's Side chapter3 Another Season 〜Autumn〜（益田義人）
  - ときめきメモリアル Girl's Side ラジオドラマ Vol.3
- DOUBLE CALL（真崎潤也）
- DA・TE（冴木）
- 冬の蝉 〜春を抱いていた 前世編〜（大鳥圭介）
- ホラーCDコレクション リング（山本）
- ロードス島戦記3 魔獣の森（ランディス）

### 吹き替え

#### 映画
- 激戦 A True Mob Story（2001年、マイケル〈アレックス・フォン〉）
- 愛人 もうひとりのわたし（2004年、アートラバー〈ハン・ドンイル〉〈ク・ピル〉）
- 電脳警察サイバースパイ（エリック）
- MR.デスティニー
- 目撃者（ジャック）

#### ドラマ
- コーキーとともに

### カセット
- 銀河戦国群雄伝ライ2 南天の嵐（羅候）